# کوبان، آلتا وراپاس
کوبان، التا وراپاز (به اسپانیایی: Cobán) یک شهرداری در گواتمالا است که در استان التا وراپاز واقع شده‌است.

## خصوصیات
کوبان ۲٬۱۳۲ کیلومترمربع مساحت و ۲۵۰٬۶۷۵ نفر جمعیت دارد و ۱٬۳۲۰ متر بالاتر از سطح دریا واقع شده‌است.

## خواهرخوانده
شهر برمینگم، آلاباما خواهرخواندهٔ کوبان، التا وراپاز هست.